# 利根一郎
利根 一郎（とね いちろう、1918年（大正7年）4月15日 - 1991年（平成3年）12月16日）は昭和期の作曲家。本名：恩田良武。

## 来歴・人物
群馬県邑楽郡明和町出身。
早稲田大学政経学部中退。 1942年（昭和17年）ポリドール・レコードに入社。1947年（昭和22年）、「星の流れに」が大ヒット。作曲家人生49年で1200余曲を作曲する。1966年（昭和41年）、「霧氷」にて第8回日本レコード大賞を獲得。
1990年（平成2年）、勲四等瑞宝章受章。
1991年（平成3年）12月16日死去。享年73。墓所は多磨霊園

## 代表曲
- 『木曽の山唄』（昭和18年3月）［宇野美樹作詞、歌：田端義夫］
- 『星の流れに』（昭和22年12月）［清水みのる作詞、歌：菊池章子］
- 『母紅梅の唄』（昭和24年1月）［清水みのる作詞、歌：菊池章子］
- 『アメリカ通いの白い船』（昭和24年7月）［石本美由起作詞、歌：小畑実］
- 『白夜行路』（昭和24年10月）［田村泰次郎作詞、歌：津村謙］
- 『星影の小径』（昭和25年4月）［矢野亮作詞、歌：小畑実］
- 『ミネソタの卵売り』（昭和26年1月）［佐伯孝夫作詞、歌：暁テル子］
- 『山の端に月が出る頃』（昭和26年6月）［哥川欣也（矢野亮）作詞、歌：小畑実］
- 『水色のスーツケース』（昭和26年9月）［井田誠一作詞、歌：灰田勝彦］
- 『そよ風のビギン』（昭和29年6月）［杉本襄一作詞、歌：小畑実］
- 『ガード下の靴みがき』（昭和30年8月）［宮川哲夫作詞、歌：宮城まり子］
- 『若いお巡りさん』（昭和31年4月）［井田誠一作詞、歌：曽根史郎］
- 『哀愁の園』（昭和32年1月）［柴田忠夫作詞、歌：葉山良二］
- 『雨の中の二人』（昭和41年2月）［宮川哲夫作詞、歌：橋幸夫］
- 『汐風の中の二人』（昭和41年6月）［宮川哲夫作詞、歌：橋幸夫］
- 『霧氷』（昭和41年10月）［宮川哲夫作詞、歌：橋幸夫］